# Емельянов, Владимир Иванович
Влади́мир Ива́нович Емелья́нов (род. 19 августа 1948 года, Армавир, Краснодарский край) — русский писатель, поэт, прозаик и журналист, переводчик, публицист, критик, редактор. Главный редактор журнала «Луч» (1991—2002). Народный писатель Удмуртии.

## Биография
Владимир Иванович Емельянов родился 19 августа 1948 года в Армавире Краснодарского края. Трудовую деятельность начал в 1964 году в качестве рабочего Шаимского отделения Кондинского химлесхоза. В 1966 году окончил Аромашевское СПТУ № 9 Голышмановского района Тюменской области, в 1981 году — Ейское педагогическое училище физического воспитания им. Ивана Поддубного. Заочно окончил Литературный институт имени А. М. Горького.
Работал коновозчиком, аппаратчиком на кислородной станции, тренером по самбо, учителем, диктором и редактором заводского радиовещания, литературным сотрудником и корреспондентом газет «Голос строителя», «Прогресс», «Комсомолец Удмуртии». В 1981 году был принят в Союз писателей СССР. После окончания Литературного института с 1981 по 1984 годы Владимир Иванович работал директором Удмуртского отделения Всесоюзного бюро пропаганды художественной литературы.
С 1984 по 1991 годы — заместитель председателя правления Союза писателей Удмуртии. В 1991 году Владимир Иванович Емельянов был избран главным редактором литературно-художественного журнала «Луч». В это же время — учредитель и директор ижевского издательства «Литературный Луч».
В 2002 год был участником первого Всемирного форума поэзии в Магнитогорске. В 2004 году Емельянов был приглашён в Москву, в Государственный республиканский центр русского фольклора, где трудился до 2008 года на должностях заведующего редакционным сектором, руководителя отдела подготовки и распространения научных и периодических изданий, секретаря экспертного совета, заместителя генерального директора.
Публиковался в газетах «Комсомольская правда», «Советская Россия»; еженедельниках «Литературная Россия», «Книжное обозрение»; журналах «Юность», «Студенческий меридиан», «Советский воин», «Рабоче-крестьянский корреспондент»; в альманахе «Поэзия». Произведения Емельянова были включены в антологии, выходившие в издательствах «Художественная литература», «Молодая гвардия», «Современник», «Советская литература», «Советский писатель», «Детская литература», «Воениздат» и др.
Владимир Иванович автор более пятидесяти книг поэзии, прозы, публицистики и переводов, составил антологию произведений писателей Урала и Поволжья и способствовал её изданию. Также Владимир Иванович принимал участие в авторском коллективе создателей Ефима Самоварщикова (советского Козьмы Пруткова альманаха «Поэзия»), а впоследствии создал на страницах журнала «Луч» нарицательный образ легендарного поэта-графомана.
Переводил зарубежных поэтов, поэтов России и республик бывшего Советского Союза, перевёл произведения удмуртских авторов: Кузебая Герда, Г. Перевощикова, Р. Валишина, Г. Ходырева, С. Самсонова, Ф. Васильева, А. Белоногова, Л. Черновой, В. Романова, В. Ар-Серги, В. Ившина, М. Федотова, С. Матвеева.
В 2000 году в Театре оперы и балета Удмуртской Республики состоялась премьера его кантаты «Лебединый край» (музыка Е. Копысовой).
В настоящее время живёт и работает в Москве.

24 августа 2023 года в Национальной библиотеке Удмуртской Республики прошёл круглый стол, посвящённый 75-летнему юбилею народного писателя Удмуртской Республики Владимира Ивановича Емельянова. Оценку творчеству писателя дала литературовед, кандидат филологических наук Ирина Сергеевна Кадочникова. Она отметила, что В. И. Емельянову удалось воссоздать элементы культурного кода:
Он родился в Краснодарском крае, но так глубоко проник в удмуртскую культуру, удмуртский язык. Это феноменально. Он многое сделал для удмуртской поэзии: благодаря его переводческой деятельности мы можем читать на русском языке стихи Михаила Федотова, Виктора Шибанова, Кузебая Герда и многих других поэтов…

## Премии и знаки отличия
- 1973 год — отличник Советской армии.
- 1981 год — лауреат Всесоюзного литературного конкурса имени А. М. Горького на лучшую первую книгу молодого автора.
- 1984 год — лауреат Всесоюзного фестиваля народного творчества (лучший сценарий проблемного документального фильма).
- 1998 год — заслуженный работник культуры Удмуртской АССР.
- 1998 год — народный писатель Удмуртии.
- 2005 год — медаль ордена «За заслуги перед Отечеством» второй степени.
- 2008 год — ветеран труда.

### Книги
- Владимир Емельянов Память о вечном: Стихи / Владимир Емельянов. — Ижевск: Удмуртия, 1979. — 74 с. — 3000 экз.
- Владимир Емельянов Родство: Стихи. [Вступит. статья Н. Старшинов] — М.: Современник, 1984. — 61 с.; — 10000 экз. (Первая книга в столице)
- Владимир Емельянов Топтыжка: Повесть: [Для ст. дошк. возраста / Худож. В. П. Любарец]. — Ижевск: Удмуртия, 1984. — 28 с. — 100 000 экз.
- Владимир Емельянов Солнечный день: Кн. стихов / Владимир Емельянов. — Ижевск: Удмуртия, 1985. — 75 с. — 3000 экз.
- Владимир Емельянов Дела и люди колхоза имени Суворова: Из записной книжки: [Киясов. р-н Удм. АССР]. — Устинов: Удмуртия, 1985. — 136 с. — 1500 экз.
- Владимир Емельянов Риск: Роман. — Ижевск: Удмуртия, 1989. — 288 с. — 30 000 экз. — ISBN 5-7659-0170-0
- Владимир Емельянов Розы для Тамары: Документальная повесть. — М., 1990.
- Владимир Емельянов Савелий и Левиафан: Роман / Владимир Емельянов. — Ижевск: Удмуртия, 1992. — 636 с. — 5000 экз. — ISBN 5-7659-0339-8.
- Владимир Емельянов Как начинаются реки: Стихи. — Ижевск, 1994.
- Владимир Емельянов Старые рифмы: Стихи. — Ижевск, 1994.
- Владимир Емельянов Домовой: Стихи. — Ижевск, 1994.
- Владимир Емельянов Три дороги: Стихи. — Ижевск, 1994.
- Владимир Емельянов Армавирский вокзал: Стихи. — М., 1995.
- Владимир Емельянов Книга об отце. — М.: ТОО «АРТ», 1996.
- Владимир Емельянов Ангелы. — М.: ТОО «АРТ», 1997.
- Владимир Емельянов Весна Вселенной. — М.: ТОО «АРТ», 1998.
- Владимир Емельянов Последний единоличник: Роман в стихах. — М., 1998.
- Владимир Емельянов Проклятье: Поэма. — Ижевск, 1998.
- Владимир Емельянов Ученик Валентина Cepова: Повесть в стихах. — Москва. 1998.
- Владимир Емельянов Русская зима: Новая кн. стихов / Предисл. Н. Старшинов; [Худож. М. Г. Гарипов]. — Ижевск: Удмуртия, 1998. — 367 с. — ISBN 5-7659-0774-1.
- Владимир Емельянов Сэр и Сара: Повести. — М.: ТОО «АРТ». 1999.
- Владимир Емельянов Бурундук, Топтыжка, Сэр и Сара: Повести. — М.: ТОО «АРТ», 1999.

### Книги под именем Ефим Самоварщиков
- Ефим Самоварщиков Наталия и талия. / Автор. текст В. Емельянова. — Ижевск, 1997.
- Ефим Самоварщиков Толковая АБЕВЕГА. / Автор. текст В. Емельянова. — М.: ТОО «АРТ», 1998.
- Ефим Самоварщиков (Автор. текст Болтышева В. А., Старшинова Н. К., Емельянова В. И.). Стихи. — Ижевск: Библиотечка журнала «Луч», 1998.— 28 с.[5]
- Ефим Самоварщиков' Люби меня, как Я себя. / Автор. текст В. Емельянова. — Ижевск, 1997.
- Ефим Самоварщиков Мой друг / Автор. текст В. Емельянова. — М.: ТОО «АРТ», 1999.

### Сборники
- Побратимы: Произведения писателей авт. респ. Урала и Поволжья / Сост. В. И. Емельянов. — Ижевск: Удмуртия, 1988. — 414 с. — 5000 экз.
- Айкай: Удмуртские народно-поэтические произведения / Составитель Т. Г. Перевозчикова; Переводчик В. Емельянов; Иллюстрации М. Гарипова. — Ижевск: Удмуртия, 1989. — 141 с. — (Золотые гусли). Текст парал.: удм., рус. — 10000 экз. — ISBN 5-7659-0126-3.

### Антологии
- Русская поэзия. XX век. Антология. — Под редакцией В. А. Кострова. [Владимир Емельянов; биб. справ. — C. 771: «Что про деда мне известно?». (Стихи)]. — М.: ОЛМА—ПРЕСС, 1999. — 926 с.; В пер.; ил.; 11 000 экз. — ISBN 5-224-00134-X

## Биографические сведения и упоминания в энциклопедиях и справочниках
1. Движение эпохи — движение литературы. Удмуртская литература XX века: Учебное пособие. — Ижевск, 2002.
2. Удмуртская литература XX века: направления и тенденции развития: Учебное пособие.— Ижевск, 1999.
3. Удмуртская Республика: Энциклопедия. — Ижевск, 2000.
4. Писатели и литературоведы Удмуртии: Биобиблиографический справочник / Сост. А. Н. Уваров. — Ижевск, 2006.— Изд. 2-е. расшир. и доп.
5. Герд К. Собрание сочинений. В 6 т./Сост. Ф. К. Ермаков. — Ижевск, 2001.
6. История удмуртской советской литературы. В 2 т. — Ижевск, 1988.
7. Литература народов России: XX в.: Словарь. — М., 2005.
8. Шкляев А. Г. Времена литературы — времена жизни: Статьи об удмуртской литературе. — Ижевск, 1991.
9. Зуева А. С. Удмуртская литература в контексте языческих и христианских традиций: Монография. — Ижевск, 1997.
10. Удмуртская мифология / Сб. статей под ред. В. Е. Владыкина. — Ижевск, 2003;
11. Пантелеева В. Г. Поэтический мир Флора Васильева. Национально-семантические особенности стиля. — Ижевск, 2000;
12. Удмурты. Сост. З. А. Богомолова. — М. 2005. (Серия Культурное наследие народов России).
13. Зуева А. С. Поэтика удмуртского романа. — Ижевск , 1984.
14. Ермаков Ф. К. Удмуртский поэт и ученый: Очерк. — Ижевск,1988.
15. Ермаков Ф. К. Кузебай Герд (Жизнь и творчество): Монография. — Ижевск, 1996.
16. Опаленный подвиг батыра. Жизнь и творчество Кедра Митрея: Воспоминания, статьи, письма, посвящения и произведения Кедра Митрея /Сост. З. А. Богомолова. — Ижевск, 2003.
17. Река судьбы. Жизнь и творчество Михаила Петрова: Воспоминания, статьи, речи письма /Сост. З. А. Богомолова. — Ижевск, 2001.
18. Неумолкнувшая песнь соловья. О творчестве Степана Широбокова: Воспоминания, статьи, стихи, посвящения, письма, документальные материалы / Сост. З. А. Богомолова. — Ижевск, 2005.
19. Кузнецов Н. С. Из мрака… — Ижевск, 1994.
20. Кузнецов В. С. Воинская слава Удмуртии. — Ижевск, 2009.
21. Солнечная душа. Воспоминания об Олеге Поскрёбышеве. — Ижевск, 2009.